# Visnet

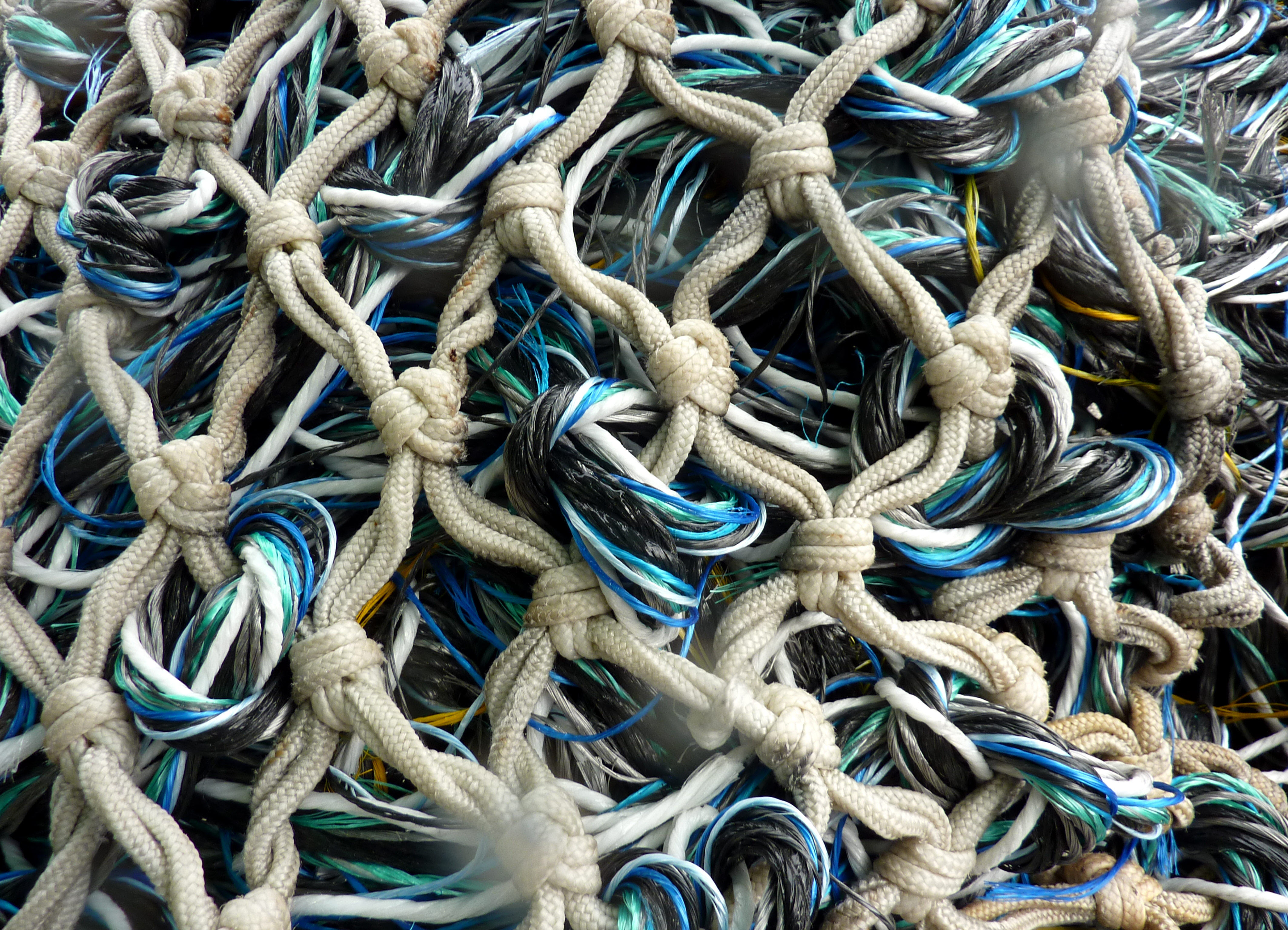
Visnet blauw en wit, Cuxhaven

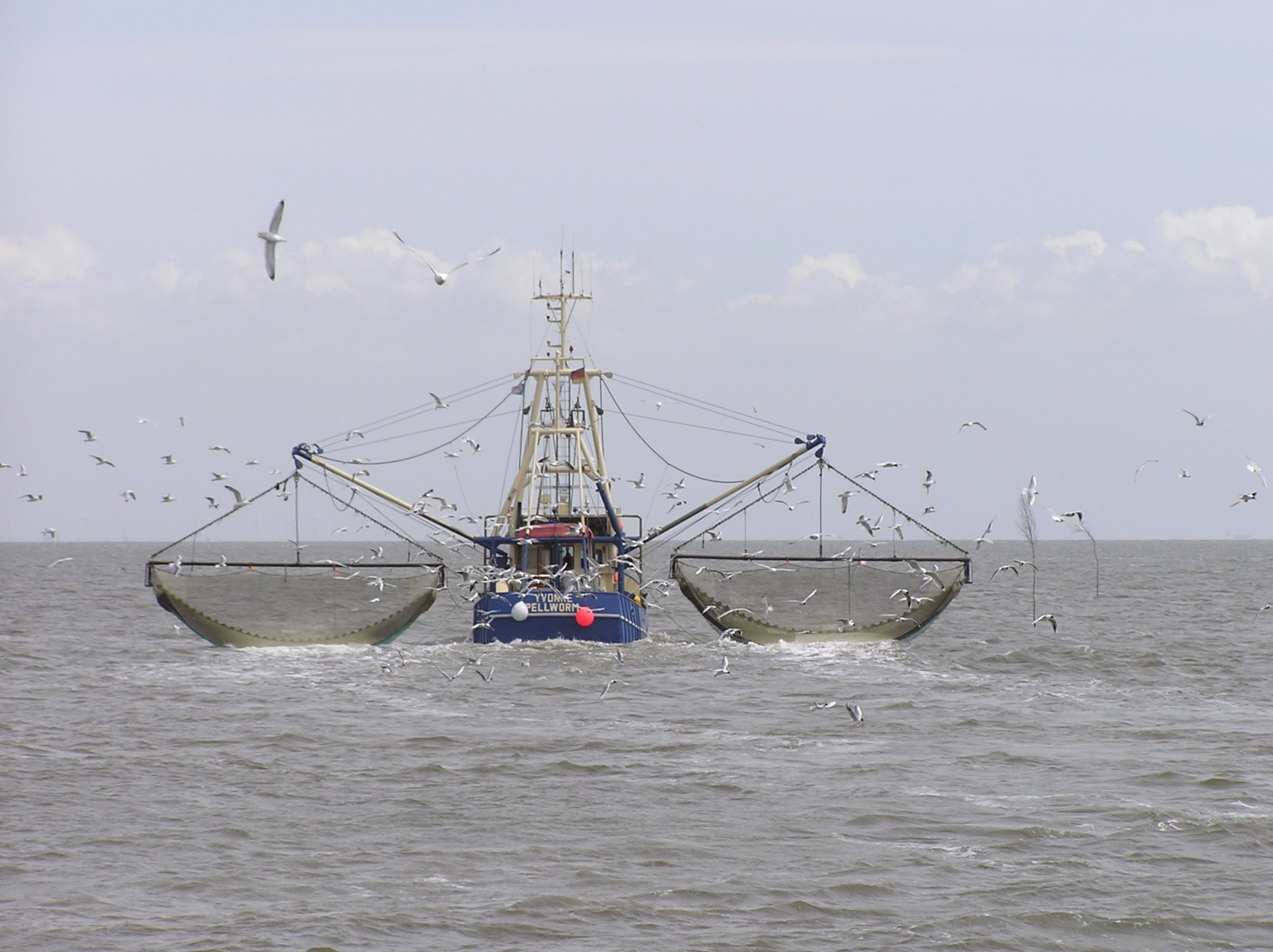
Kotter met boomkornetten

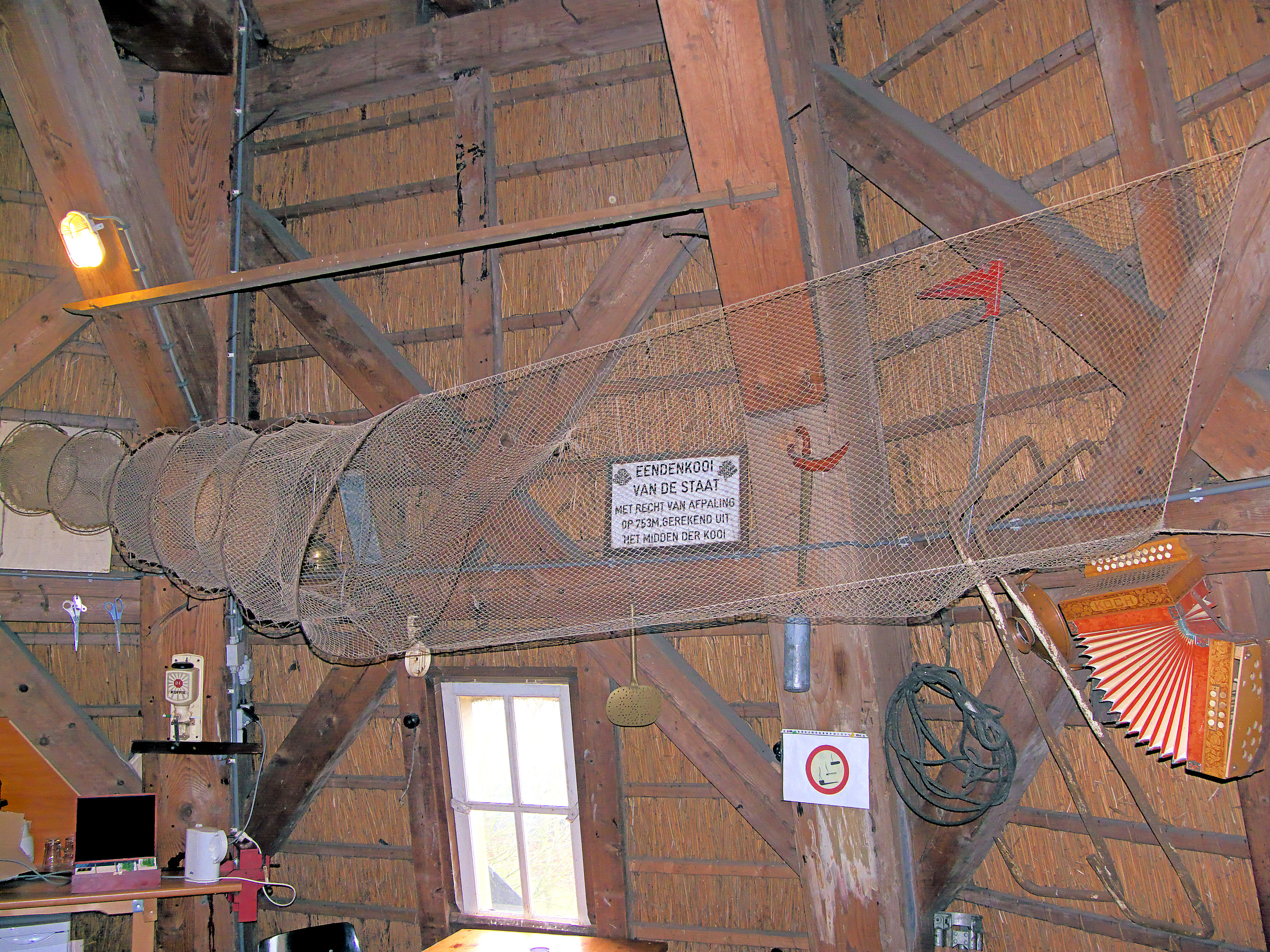
Palingfuik

Een visnet is een gebreid of geknoopt geheel met openingen (mazen) van gelijkmatige wijdte, dat door vissers in het water wordt gezet of door het water wordt gesleept om er vis mee te vangen.
De randen van een visnet worden versterkt met een touw dat sim wordt genoemd. Een gaal is een stuk net dat als onderdeel wordt gebruikt voor een samengesteld visnet. De grootte van de mazen en de dikte van het gebruikte garen kan sterk variëren. Dit hangt af van de grootte van de te vangen vissen en het soort vistuig.

## Materialen
Het basismateriaal van een visnet is eeuwenlang hennep geweest. Dat is in de negentiende eeuw geleidelijk verdrongen door vlas, linnen, katoen en zijde. 
Vanaf ongeveer 1860 begonnen fabrieken in Schotland en Frankrijk met de machinale productie van visnetten. Na de Tweede Wereldoorlog deed vanuit Amerika nylon zijn intrede in de visserijwereld.
Nylon netten waren wel veel duurder in aanschaf, maar hadden veel voordelen. Het materiaal nam minder water op en het drogen van de netten was niet meer nodig zodat een visser niet meer standaard twee stel materiaal nodig had. Nylon was sterker en kon van lichter garen worden gemaakt. Het onderhoud door het tijdrovende tanen was overbodig geworden.
Vanaf de jaren 1980 kon men visnetten maken van dun synthetisch garen dat net zo sterk was als de dikkere voorgangers. De weerstand in het water is veel minder en dat bespaart brandstofkosten.

## Staande/gaande netten
In de visserij worden twee hoofdgroepen onderscheiden: staande netten (passief) en gaande netten (actief).

Staande netten staan passief opgesteld in het water. Een voorbeeld is de haringvleet, die als een groot gordijn in zee staat. Als een vis met zijn kop blijft steken in een maas kan hij niet meer terug omdat zijn kieuwdeksels blijven haken achter het garen van de maas. Een ander voorbeeld van een staand net is een fuik, waar de vis in zwemt en door de constructie van de fuik de weg terug niet meer kan vinden.

Gaande netten worden actief voortbewogen door het water. De zegen is daarvan een eenvoudig voorbeeld. Bij de boomkorvisserij sleept een boot twee netten, die door een metalen buis (boom) worden opgehouden, door het water. Aan deze netten worden trossen van polyethyleen gehangen die als buffer dienen waardoor de netten minder snel slijten. Door slijtage, tijdens onderhoud of vanwege inadequaat afvalmanagement komen deze trossen als afval in het water terecht en kunnen ze als vispluis aanspoelen aan de kust.

## Trivia
- Het repareren van schade aan bestaand netwerk heet boeten.
- Het totaal aan visnetten en bijbehorende tuigage wordt ook wel viswant genoemd.
- Een vlak gedeelte in een duin waar vroeger visnetten werden uitgespreid, gedroogd en geboet (gerepareerd), heet een wantveld.
- Een schepnet is een net aan een beugel met een handvat. Het kan als gereedschap worden gebruikt om vis uit een bepaalde ruimte te scheppen, zoals een aquarium of een kaar.

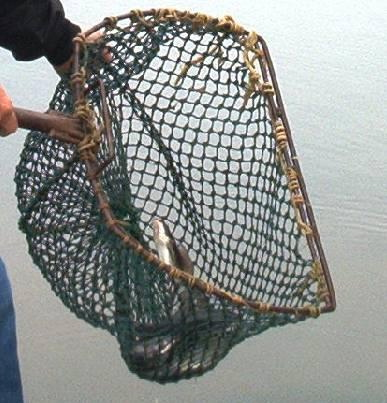
Schepnet
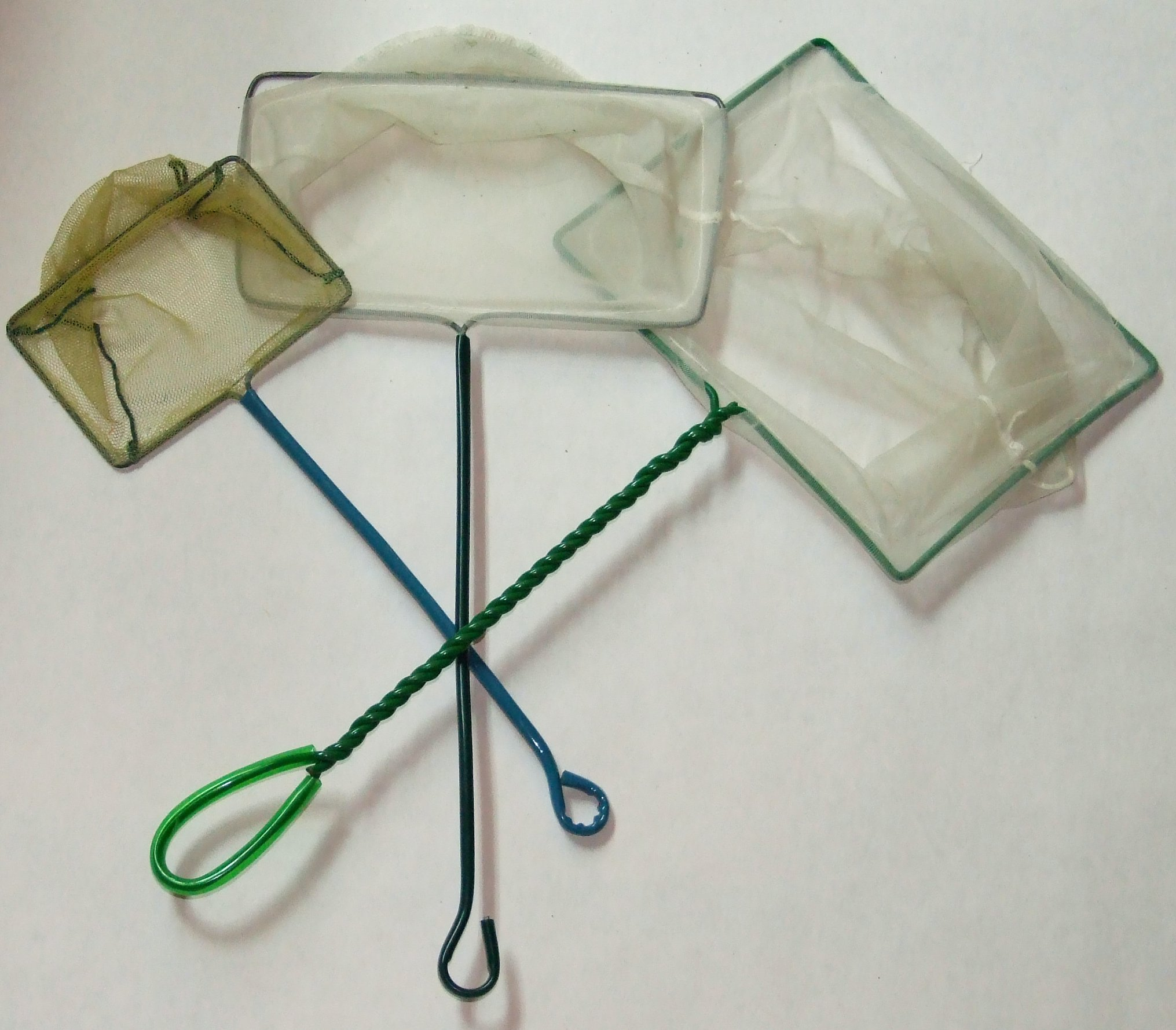
Aquariumvisnetjes
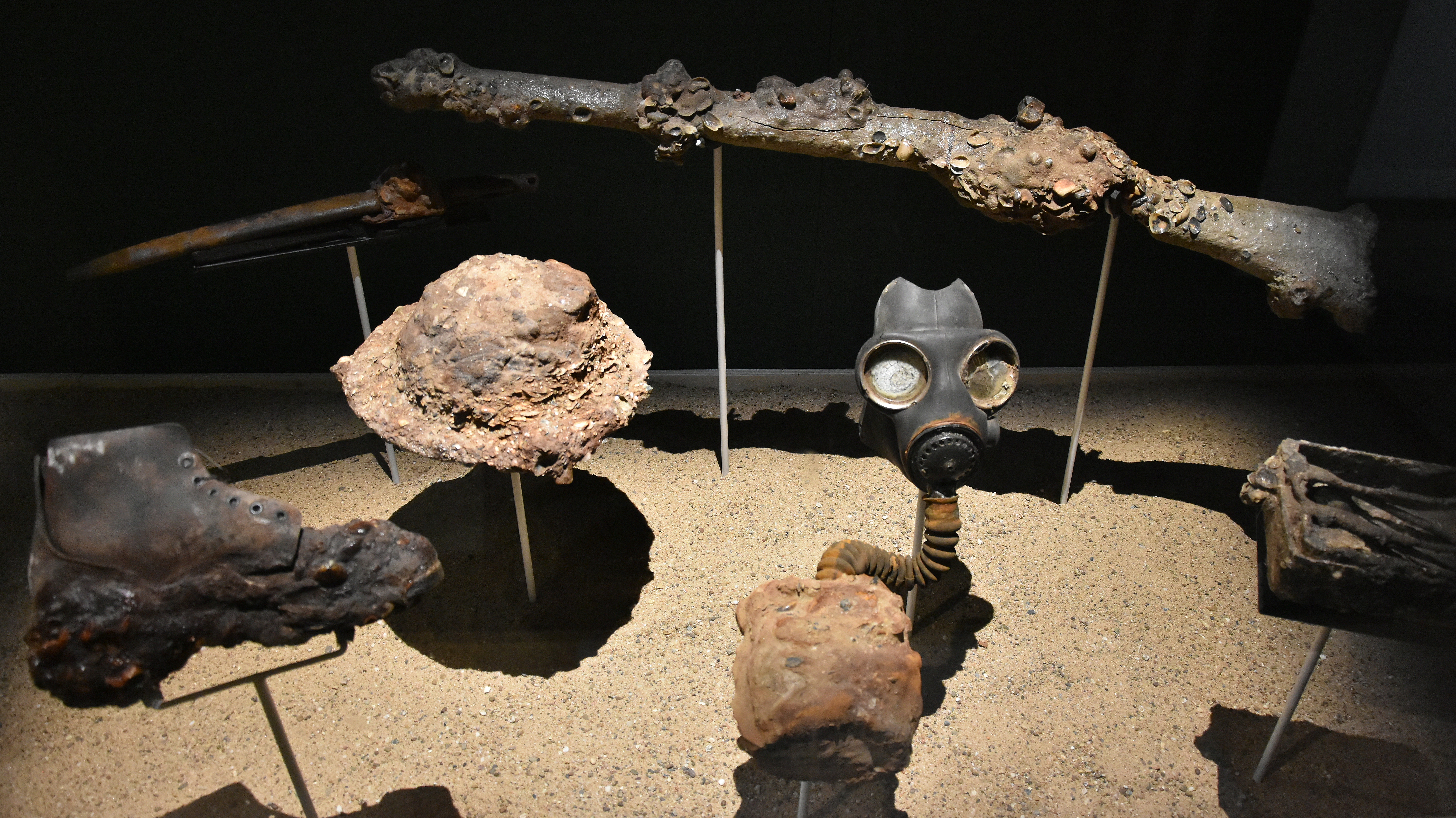
Resten van de Tweede Wereldoorlog in visnetten - Seafront
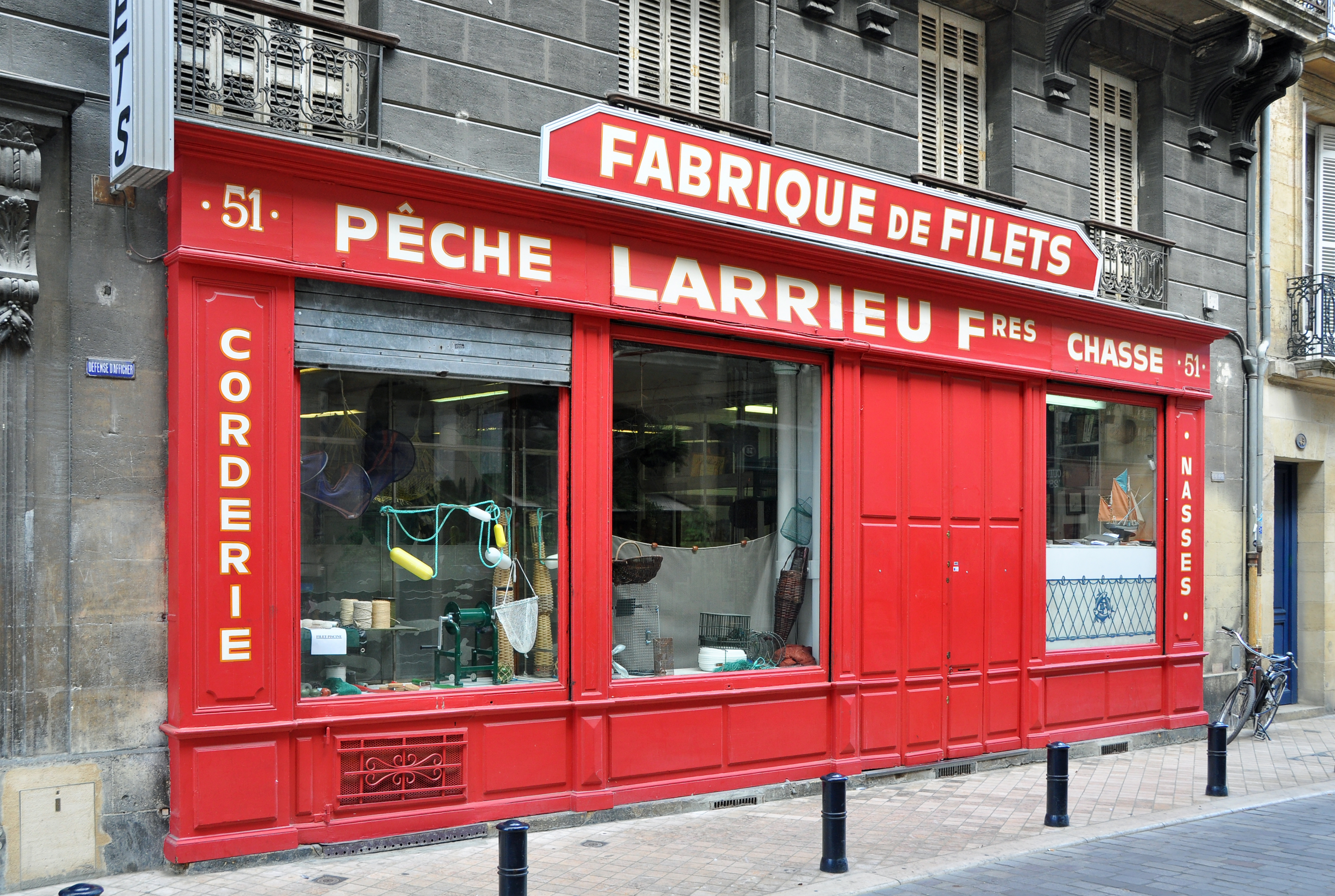
Nettenbreierij en -winkel in de Franse stad Bordeaux
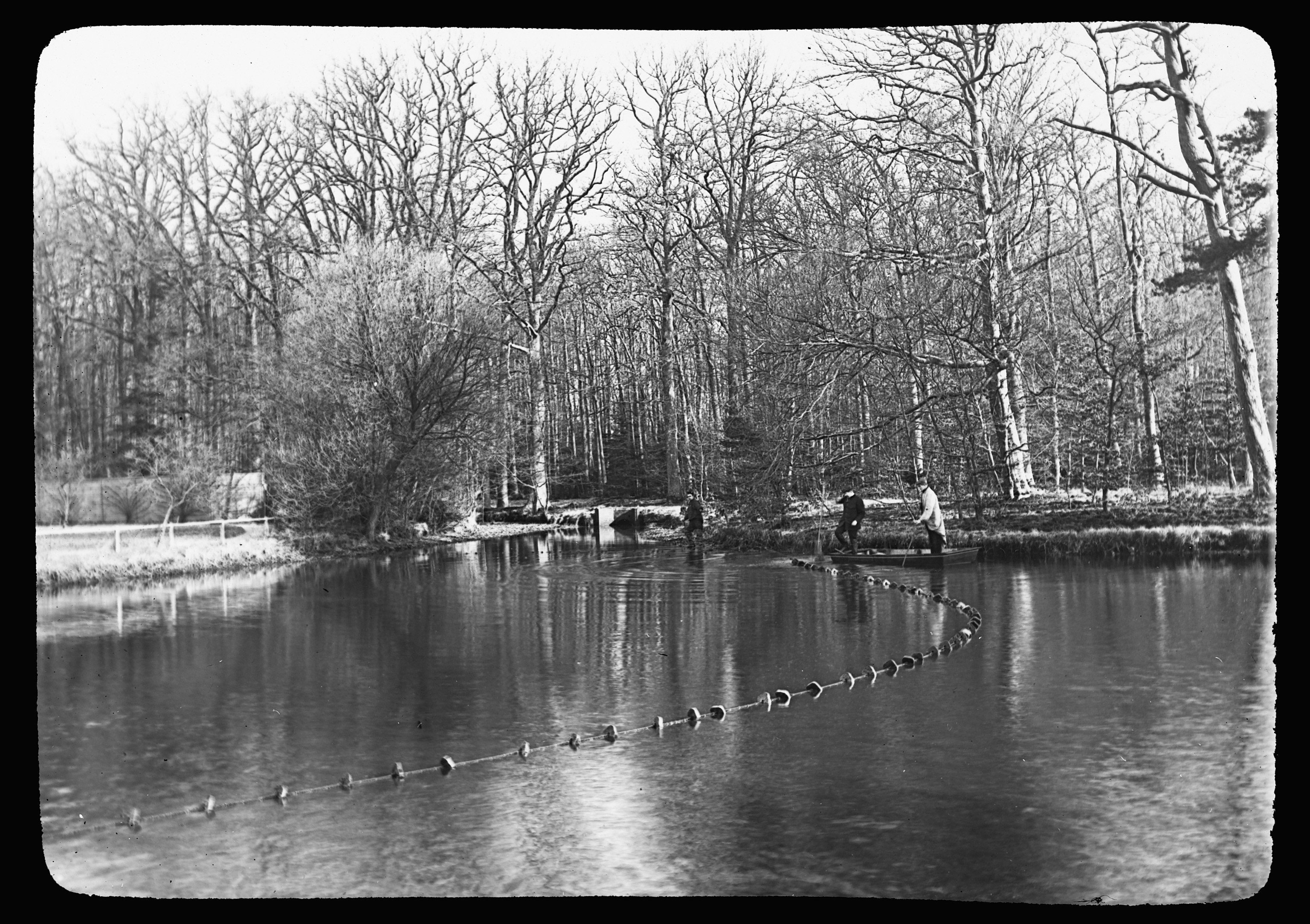
Zegenvisserij Park Sonsbeek Arnhem
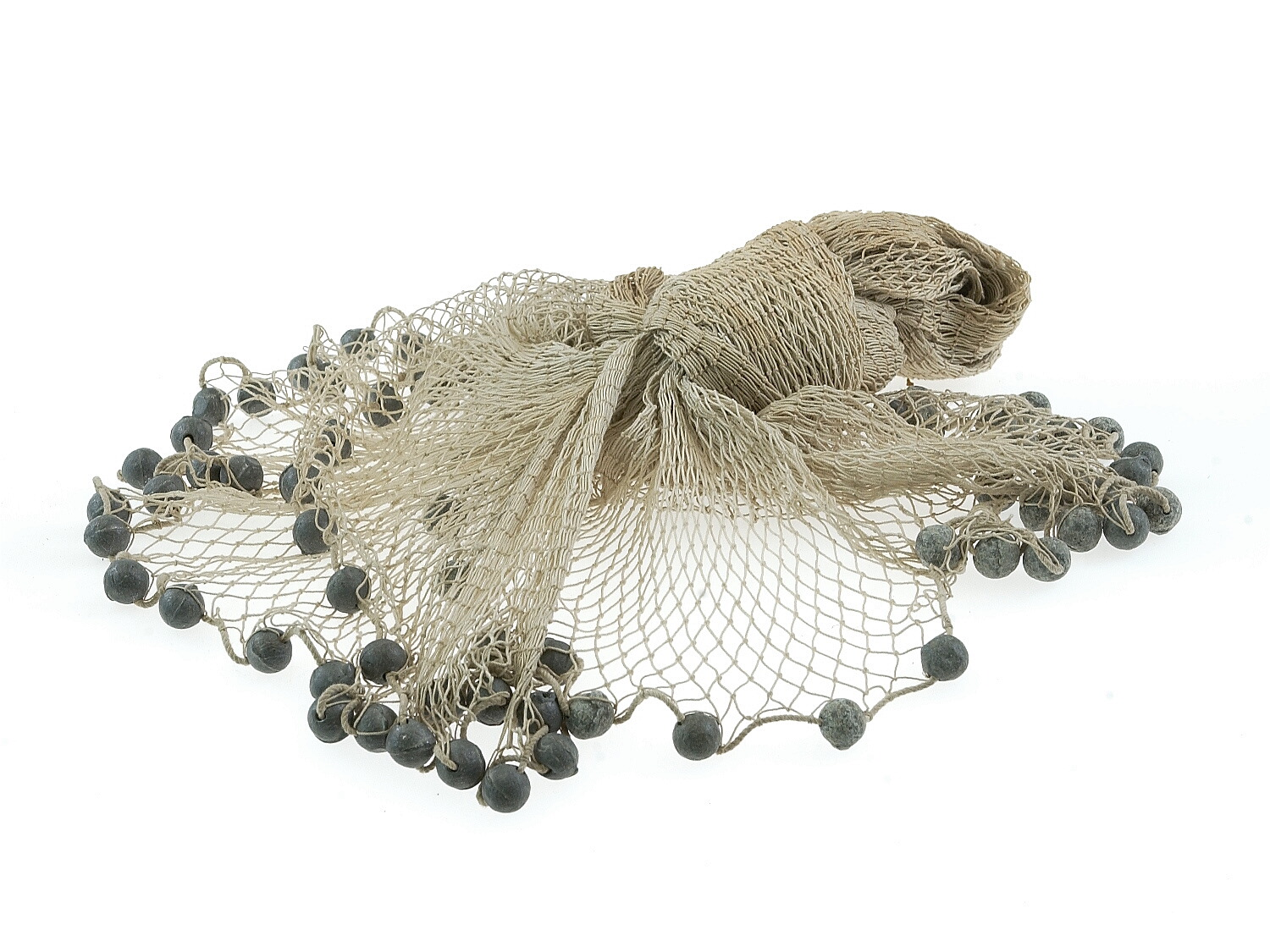
Visnet van geknoopt katoen met loodjes Nederlandse Antillen